# Rammsjöstrand
Rammsjöstrand är en småort i Båstads kommun, Skåne län belägen vid Skäldervikens kust i Västra Karups socken.

## Bilder

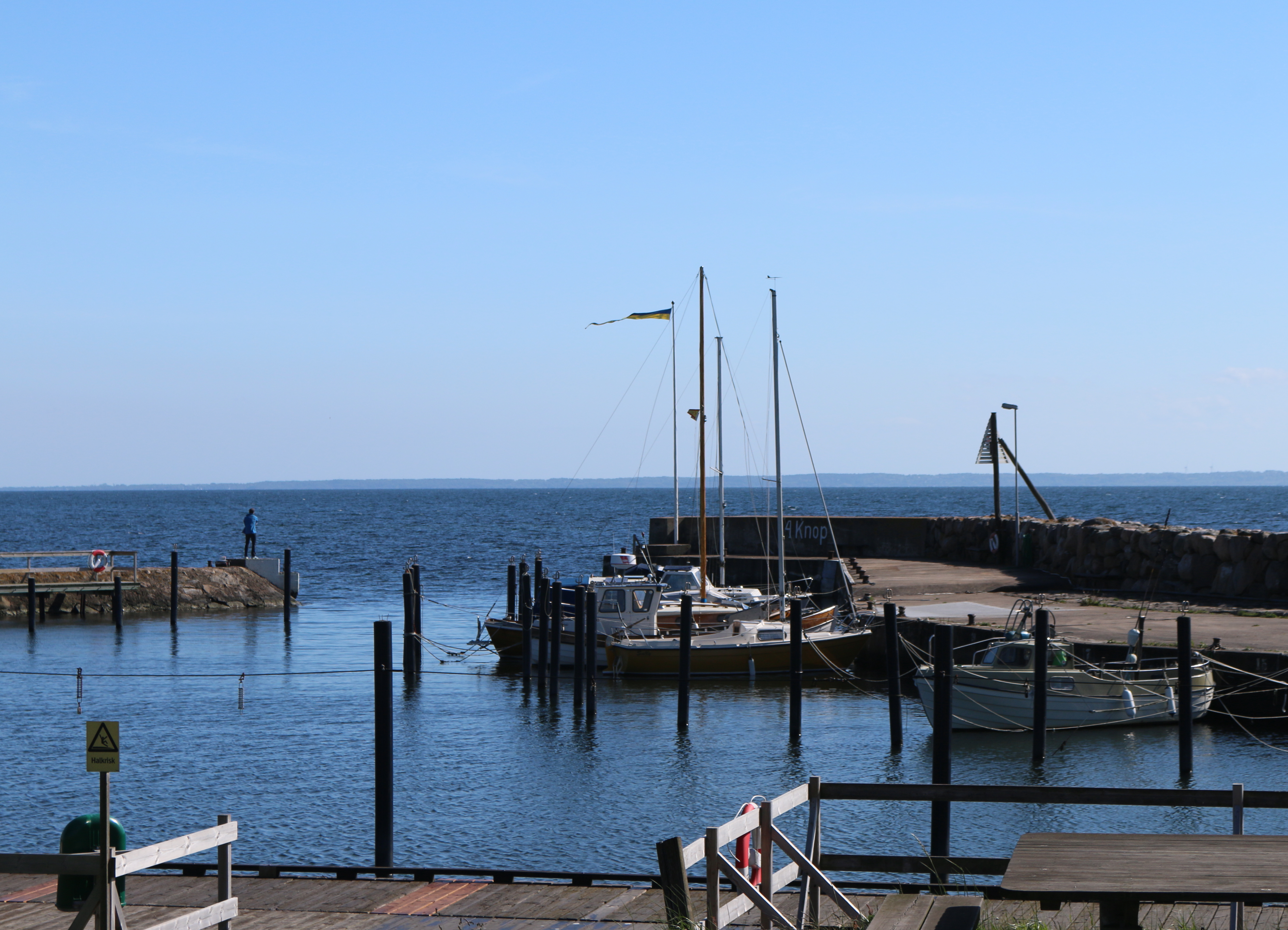
Hamnen.
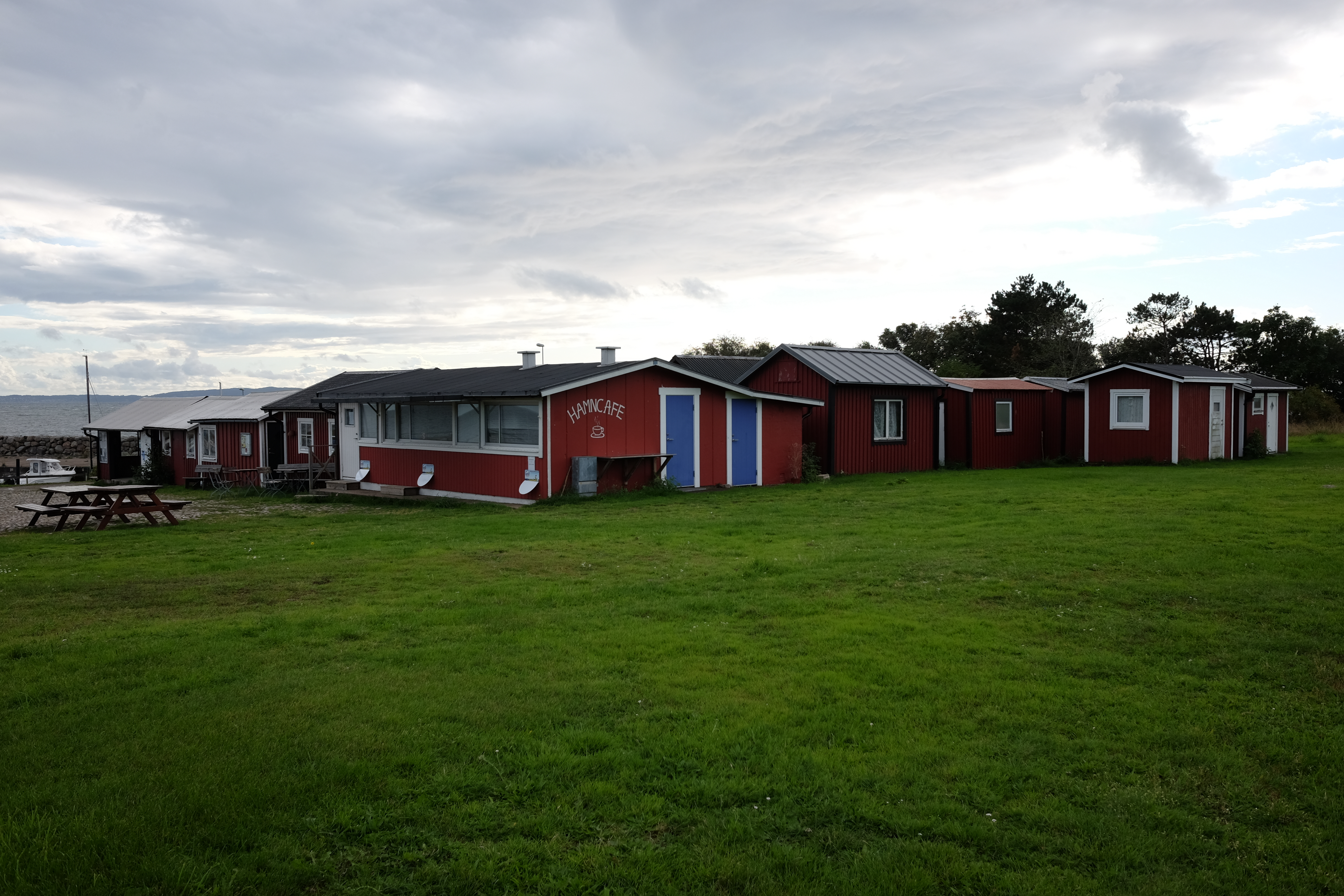
Hamncafé.
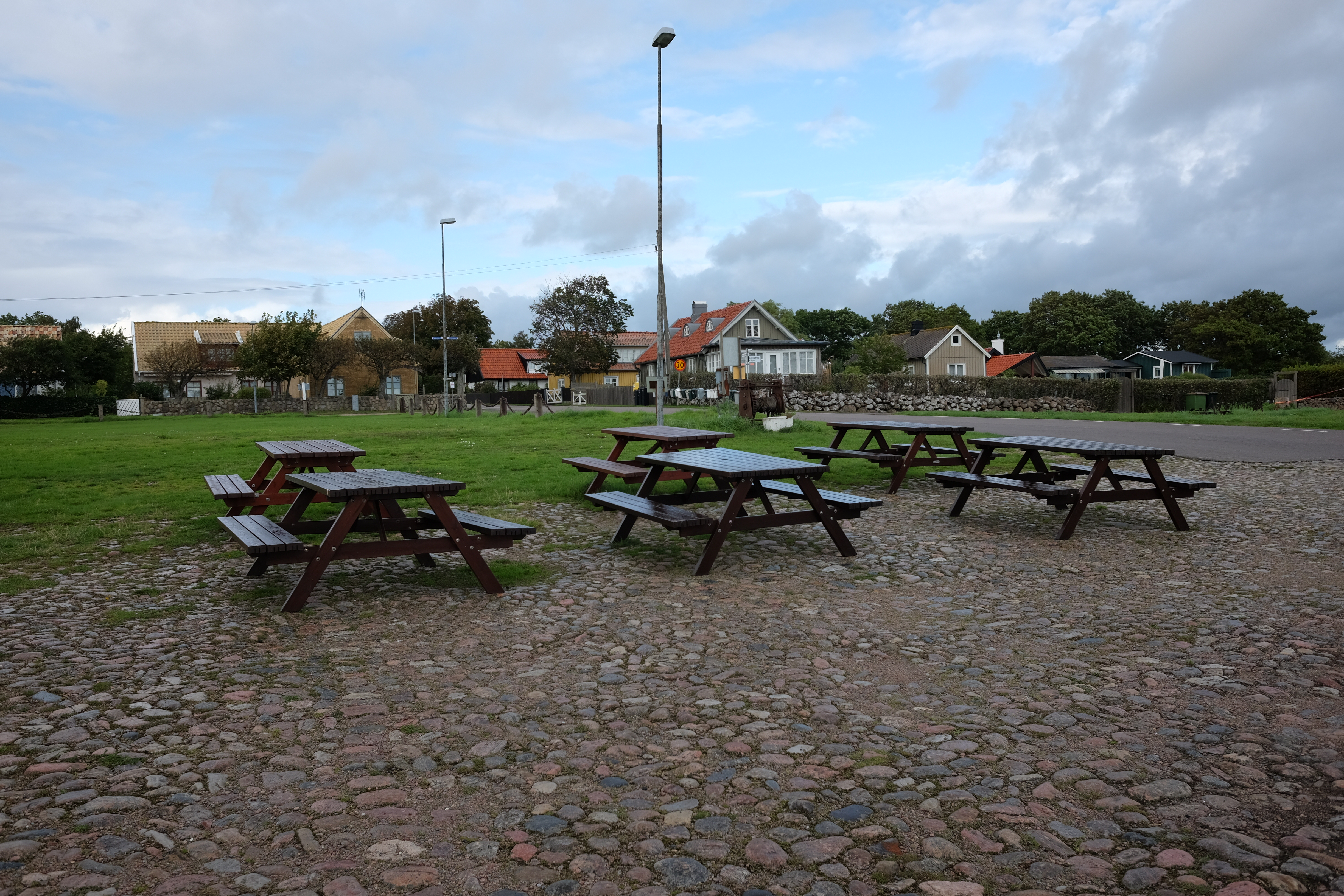
Byggnader.